# Чернолицый ибис
Черноли́цый и́бис (лат. Theristicus melanopis) — южноамериканская птица из семейства ибисовых.

## Описание
Чернолицый ибис достигает длины от 71 до 76 см. Голова, шея и грудь коричневые, крылья серые, брюхо и хвост чёрные. Вниз согнутый клюв тёмно-серый, глаза обрамлены чёрными перьями. На горле, непосредственно под клювом также заметны чёрные перья. Сильные ноги тёмно-красные. Отличительный признак, который выделяет его от других белошейных ибисов, это отсутствие белой окраски крыльев. В противоположность многим другим ибисам у него нет длинных перьев хохолка. Не имеется выраженного полового диморфизма.

## Распространение
Чернолицый ибис распространён на юге (реже на севере) Чили, в Аргентине, Эквадоре, Боливии и Перу. Птица предпочитает открытые луга, пастбища, поля и открытые леса, однако встречается и во влажных областях и в трясинах рек.

## Питание
Питание чернолицого ибиса состоит из насекомых и их личинок, червей, улиток и их яиц, реже также из мелких амфибий и млекопитающих.

## Размножение
Чернолицый ибис гнездится большей частью в колониях численностью до 50 пар. Гнёзда птицы строят часто на скале и утёсах, иногда, однако, в зарослях камыша. Для строительства гнезда используются ветки, в качестве подстилки трава и листья. В кладке от 2 до 3 яиц. Высиживание продолжается примерно 28 дней.

## Численность
По данным МСОП во всём мире насчитывается от 25 000 до 100 000 гнездящихся пар, вид не находится под угрозой.